# USS Point Cruz (CVE-119)
USS Point Cruz (CVE-119) là một tàu sân bay hộ tống lớp Commencement Bay được Hải quân Hoa Kỳ chế tạo trong Chiến tranh Thế giới thứ hai. Nó là chiếc tàu chiến duy nhất của Hải quân Mỹ được đặt theo cảng Point Cruz trên đảo Guadalcanal, nơi diễn ra nhiều trận chiến trong suốt Chiến dịch Guadalcanal. Nhập biên chế khi Thế Chiến II đã kết thúc, con tàu tiếp tục phục vụ sau đó trong Chiến tranh Triều Tiên và Chiến tranh Lạnh, cho đến khi ngừng hoạt động năm 1956. Đang khi trong thành phần dự bị, nó được xếp lại lớp như một tàu vận chuyển máy bay AKV-19; rồi được huy động trở lại như là chiếc USNS Point Cruz (T-AKV-19) trực thuộc Dịch vụ Hải vận Quân sự vào năm 1965, hoạt động vận chuyển máy bay sang Đông Nam Á cho đến năm 1969. Con tàu rút đăng bạ năm 1970 và bị bán để tháo dỡ một năm sau đó.

## Thiết kế và chế tạo
Nguyên dự định mang tên Trocadero Bay, con tàu được đổi tên thành Point Cruz vào ngày 5 tháng 6 năm 1944 trước khi được đặt lườn tại xưởng tàu của hãng Todd Pacific Shipyards ở Tacoma, Washington vào ngày 4 tháng 12 năm 1944. Nó được hạ thủy vào ngày 18 tháng 5 năm 1945; được đỡ đầu bởi bà Earl R. DeLong, và nhập biên chế vào ngày 16 tháng 10 năm 1945 dưới quyền chỉ huy của Hạm trưởng, Đại tá Hải quân Douglas T. Day.

## Lịch sử hoạt động

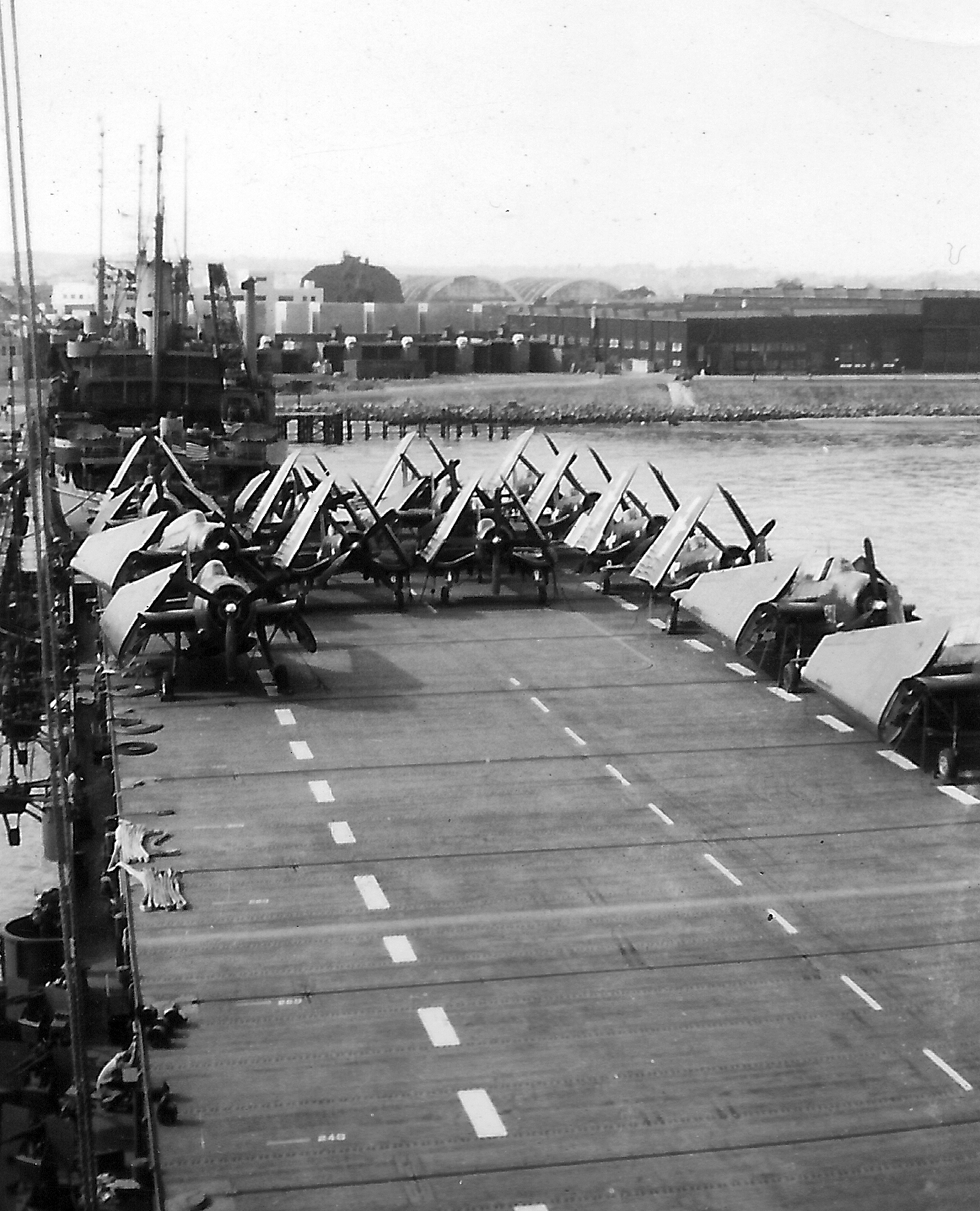
Sàn đáp của USS Point Cruz với máy bay Avenger và Corsair, ngoài khơi San Diego, California, tháng 11 năm 1945

Sau khi hoàn tất nghiệm thu và chạy thử máy, Point Cruz tiến hành hoạt động huấn luyện chuẩn nhận phi công tàu sân bay dọc theo vùng bờ Tây từ tháng 10 năm 1945 đến tháng 3 năm 1946. Sau đó nó đảm nhiệm vận chuyển máy bay đến các căn cứ tiền phương ở khu vực Tây Thái Bình Dương. Nó đi vào Xưởng hải quân Puget Sound vào ngày 3 tháng 3 năm 1947 để chuẩn bị ngừng hoạt động, và được cho xuất biên chế vào ngày 30 tháng 6 năm 1947, được đưa về Hạm đội Dự bị Thái Bình Dương tại Bremerton, Washington.
Tuy nhiên, sự kiện lực lượng Bắc Triều Tiên tấn công xuống lãnh thổ Nam Triều Tiên vào ngày 25 tháng 6, 1950, khiến Chiến tranh Triều Tiên bùng nổ, đã buộc phải huy động trở lại Point Cruz, và nó được cho nhập biên chế trở lại vào ngày 26 tháng 7, 1951 dưới quyền chỉ huy của Hạm trưởng, Đại tá Hải quân Horace Butterfield. Sau khi được đại tu và cải biến rộng rãi nhằm phù hợp cho vai trò tàu sân bay trong một đội đặc nhiệm tìm-diệt chống tàu ngầm, cùng những hoạt động huấn luyện tại chỗ dọc theo vùng bờ Tây, nó rời Bremerton, Washington vào ngày 4 tháng 1, 1953 để đi San Diego, California. Tuy nhiên, nó bị hư hại do gặp phải một cơn bão trên đường đi, và phải mất nhiều tháng để sửa chữa trước khi hướng sang khu vực Tây Thái Bình Dương.
Đặt căn cứ tại Sasebo, Nhật Bản, Point Cruz tuần tra ngoài khơi bờ biển Triều Tiên vào mùa Xuân năm 1953. Sau khi thỏa thuận ngừng bắn kết thúc cuộc xung đột được ký kết, nó phục vụ như một căn cứ cho một phi đội máy bay trực thăng tham gia vào Chiến dịch Platform, hoạt động không vận binh lính Ấn Độ đến vùng đệm Bàn Môn Điếm để giám sát việc trao đổi tù binh chiến tranh giữa các bên tham chiến. Chiếc tàu sân bay quay trở về San Diego vào cuối tháng 12, 1953, và sau các hoạt động thường lệ tại chỗ, huấn luyện và bảo trì, nó lại được phái sang Viễn Đông vào tháng 4, 1954, nơi nó phục vụ như soái hạm của Đội tàu sân bay 17 dưới quyền Chuẩn đô đốc James S. Russell.
Point Cruz quay trở về San Diego vào tháng 11, 1954, để rồi lại được bố trí sang khu vực Tây Thái Bình Dương vào ngày 24 tháng 8, 1955. Trong lượt hoạt động này, nó phục vụ cùng Đệ thất Hạm đội và đảm nhiệm vai trò soái hạm của Đội tàu sân bay 15, trước khi rời căn cứ Yokosuka, Nhật Bản vào ngày 31 tháng 1, 1956 để quay trở về nhà, về đến Long Beach, California vào đầu tháng 2, nơi nó được chuẩn bị để ngừng hoạt động. Con tàu được cho xuất biên chế một lần nữa vào ngày 31 tháng 8, 1956 và được đưa về Hạm đội Dự bị Thái Bình Dương tại Bremerton. Đang khi trong thành phần dự bị, nó được xếp lại lớp như một tàu vận chuyển máy bay với ký hiệu lườn AKV-19 vào ngày 17 tháng 5, 1957.
Trong Chiến tranh Việt Nam, Point Cruz được huy động trở lại vào ngày 23 tháng 8, 1965, và đặt dưới quyền điều động của Dịch vụ Hải vận Quân sự (MSTS: Military Sea Transportation Service) như là chiếc USNS Point Cruz (T-AKV-19) vào tháng 9, 1965. Nó làm nhiệm vụ vận chuyển hậu cần cho lực lượng Hoa Kỳ trú đóng tại Đông Nam Á, cho đến khi ngừng hoạt động vào ngày 16 tháng 10, 1969. Tên nó được cho rút khỏi danh sách Đăng bạ Hải quân vào ngày 15 tháng 9, 1970, và con tàu bị tháo dỡ vào năm 1971.